# Hasso von Manteuffel
Hasso Eccard Freiherr von Manteuffel (ur. 14 stycznia 1897, zm. 24 września 1978) – niemiecki oficer i polityk XX wieku. Służył w obu wojnach światowych, podczas drugiej był generałem. Posiadał jako jeden z niewielu Krzyż Rycerski z liśćmi dębu, mieczami i brylantami.

## Wczesne lata do 1939
Hasso von Manteuffel urodził się 14 stycznia 1897 w Poczdamie jako syn Eckarda Augusta i Susanne von Manteufflów, w szanowanej arystokratycznej rodzinie von Manteufflów, ze starej szlachty pomorskiej. Jego ojciec zmarł już w 1904 roku.
Od 1908 roku Hasso von Manteuffel uczył się wojskowej Pruskiej Szkole Kadetów w Naumburgu, a od 1910 roku w Pruskim Głównym Instytucie Kadetów (niem. Königlich Preußische Hauptkadettenanstalt) w Berlinie-Lichterfelde, głównej szkole korpusu kadetów. Podczas I wojny światowej, po ukończeniu szkoły od 1916 roku służył w 3 Brandenburskim Pułku Huzarów. 28 kwietnia 1916 roku został promowany z chorążego na porucznika (ze starszeństwem od 28 stycznia 1915 roku). Walczył na froncie zachodnim we Francji, gdzie został ranny 12 października 1916 roku. Powrócił na front w styczniu 1917 roku, służąc na stanowiskach sztabowych w 6 Pruskiej Dywizji Piechoty. Otrzymał Krzyż Żelazny I i II klasy. Po wybuchu rewolucji niemieckiej w listopadzie 1918 został wyznaczony do obrony mostu na Renie w Kolonii przeciwko rewolucjonistom, aby zapewnić bezpieczny odwrót armii w Belgii i Francji. Od stycznia 1919 Manteuffel był adiutantem przy Freikorpsie w Berlinie. W maju 1919 ostatecznie dołączył do pułku kawalerii nowej Reichswehry. 1 października 1932 roku został przypisany do 17. Bawarskiego Pułku Konnego w Bambergu, gdzie służył jako dowódca szwadronu. Dwa lata później został przypisany do Konnego Pułku Erfurt.
23 czerwca 1921 poślubił Armgard von Kleist (bratanicę późniejszego feldmarszałka Ewalda von Kleista), z którą miał dwójkę dzieci.

## II wojna światowa

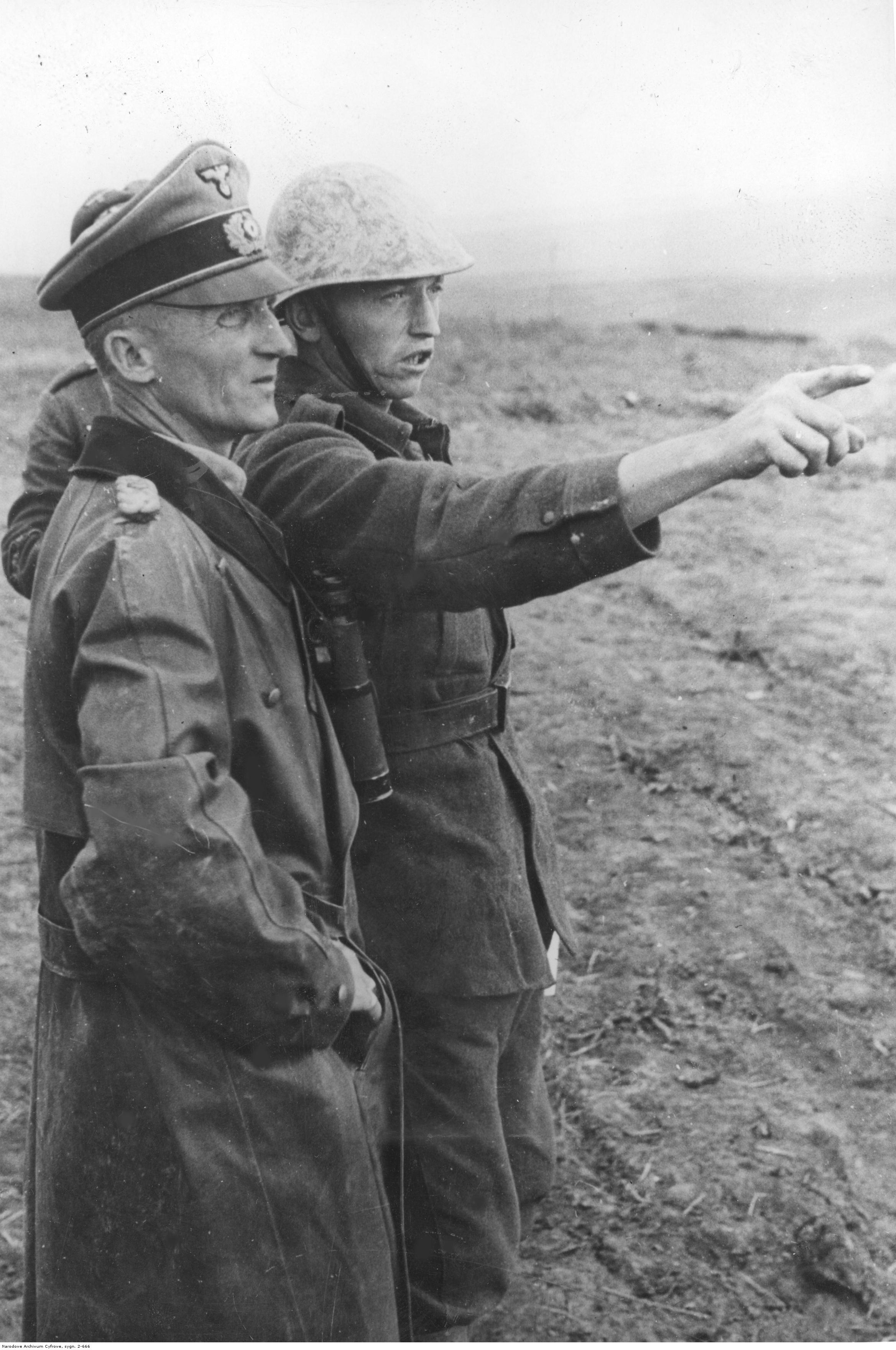
Generał Hasso von Manteuffel (na pierwszym planie) ogląda pozycje swoich wojsk na froncie w Rumunii. Obok niego rumuński żołnierz-łącznik

Nie brał udziału w agresji na Polskę (1939) ani początkowej fazie kampanii francuskiej (1940), pełniąc służbę w szkole wojsk pancernych w Krampnitz. Dopiero 13 czerwca 1940 roku objął dowodzenie 3. batalionem motocyklowym 3 Dywizji Pancernej walczącej we Francji, w stopniu podpułkownika. Przed wybuchem wojny ze Związkiem Radzieckim 1941 roku (operacja Barbarossa), był dowódcą batalionu w 7 Dywizji Pancernej (zwanej „Dywizją Duchów”). W sierpniu został dowódcą pułku. 1 października awansowany został do stopnia pułkownika i na koniec listopada na czele „Grupy bojowej Manteuffel” dotarł na obrzeża Moskwy. Za zajęcie strategicznie ważnego mostu został 31 grudnia odznaczony Krzyżem Rycerskim Krzyża Żelaznego.
Od lipca 1942 roku służył jako dowódca brygady w 7 Dywizji Pancernej. W następnych miesiącach nadal walczył na froncie wschodnim, a zimą został niespodziewanie odkomenderowany do niemieckiego Afrika Korps w Tunezji, gdzie służył jako dowódca dywizji. 1 maja 1943 odebrał nominację na generała majora. W Afryce Północnej walczył w kotle wokół Tunisu, poważnie zachorował i musiał wrócić do kraju. Po powrocie do zdrowia został ponownie przydzielony do 7 Dywizji Pancernej, nad którą 20 sierpnia objął dowództwo. Dywizja walczyła nadal na froncie wschodnim odnosząc sukcesy. Von Manteuffel, oprócz dowodzenia na linii frontu, brał nawet osobiście udział w walkach, dowodząc bezpośrednio kompaniami czołgów. Uczestniczył w bitwach o Charków i na łuku kurskim.
W lutym 1944 awansowany do stopnia generała porucznika, przejął Dywizję Grenadierów Pancernych Großdeutschland.
We wrześniu tego roku von Manteuffel, od 1 września generał wojsk pancernych, mianowany został głównodowodzącym 5 Armii Pancernej, która w wyniku złego zaopatrzenia poniosła porażkę. Von Manteufflowi udało się, pomimo dobrze prowadzonego przez gen. George’a S. Pattona ataku, wycofać swoje oddziały tak, że uniknęły zniszczenia.
W marcu mianowany został głównodowodzącym 3 Armii Pancernej i otrzymał zadanie powstrzymywania naporu Armii Czerwonej na wschodzie (walki m.in. pod Szczecinem i nad Odrą). Jednak jego armia znalazła się w trudnym położeniu co spowodowało, że zdecydował się ruszyć na północ od Berlina, z powrotem nad Łabę. Otoczony przez Amerykanów w Meklemburgii 8 maja 1945 złożył broń. W wyniku negocjacji z brytyjskimi generałami w maju von Manteuffel i jego żołnierze dostali się do brytyjskiej niewoli. Najpierw przebywał w kilku obozach jenieckich w Wielkiej Brytanii, następnie w niewoli amerykańskiej. Zeznając przed Trybunałem w Norymberdze, starał się oczyścić imię Wehrmachtu, oddalając od niego odpowiedzialność polityczną za wojnę. W 1947 powrócił do Niemiec.
Uważany był za dobrego dowódcę dywizji i jednego z lepszych i zdolniejszych dowódców niemieckich. Osiągnął spore sukcesy zwłaszcza pod Żytomierzem w listopadzie 1943 roku i pod Targul-Frumos w maju 1944 roku.

## Lata po wojnie
Manteuffel przebywał w obozie jenieckim do 1947. Po wyzwoleniu zaczął reprezentować Partię Wolnych Demokratów Niemiec w niemieckim Bundestagu w latach 1953–1957.
W 1959 został oskarżony o zbrodnie wojenne. W 1944 postawił przed sądem wojennym żołnierza za tchórzostwo wobec wroga. Żołnierz ten pełniąc nocną wartę widział uprowadzenie dwóch towarzyszy, ale ani nie interweniował ani nie zameldował o zdarzeniu. Żołnierz został skazany na przez sąd wojenny na dwa lata więzienia, lecz Von Manteuffel nakazał jego egzekucję przez rozstrzelanie. Von Manteuffel skazany został po tym na półtora roku więzienia. Po dwóch miesiącach został na wniosek prezydenta Theodora Heussa uwolniony.
W 1968 zaproszony został do odwiedzenia amerykańskiej Akademii Wojskowej w West Point. Ponadto odwiedził na zaproszenie amerykańskiego szefa Sztabu Generalnego generała Williama Westmorelanda Pentagon, a na życzenie prezydenta Dwighta D. Eisenhowera Biały Dom.
Pod koniec lat 60. był niemieckim konsultantem do amerykańskich filmów wojennych. Zmarł w 1978 podczas podróży wakacyjnej w Austrii i został pochowany w Niemczech.